# Jiří Běhounek
Jiří Běhounek (* 13. května 1952 Praha) je český lékař a politik, v letech 2013 až 2021 poslanec Poslanecké sněmovny PČR, v letech 2008 až 2020 hejtman Kraje Vysočina, od roku 1998 zastupitel města Pelhřimov, od dubna do prosince 2021 místopředseda České strany sociálně demokratické.

## Vzdělání a rodina
Vystudoval SVVŠ Přípotoční v Praze. Poté nastoupil na Univerzitu Karlovu v Praze – Fakulta všeobecného lékařství, postgraduální studium: Atestace ortopedie I. a II. stupně.
Je ženatý, má syna Jiřího Běhounka mladšího a dceru Markétu Doležalovou (za svobodna Běhounkovou)

## Zaměstnání
Po ukončení vysoké školy v roce 1976 nastoupil na Ortopedické oddělení Nemocnice Pelhřimov. V roce 1980 složil atestaci z ortopedie I. stupně a následně v roce 1986 atestaci II. stupně. Týž rok byl jmenován nástupcem primáře MUDr. Dýška na oddělení ortopedie Nemocnice Pelhřimov, kterým byl až do svého zvolení hejtmanem na podzim 2008. V letech 1996–2000 v Nemocnici Pelhřimov vykonával funkci náměstka HTS a od roku 2001 byl vědeckým sekretářem odborné České společnosti pro ortopedii a traumatologii – ČSOT. Následně se věnoval politické kariéře.
Po odchodu z pozice hejtmana Kraje Vysočina se stal náměstkem ředitele Nemocnice Pelhřimov.

## Politická kariéra
V letech 1985–1989 byl členem KSČ. Jako nestraník je od roku 1998 členem Zastupitelstva města Pelhřimov a od roku 2002 do roku 2010 byl členem Rady města. V roce 2004 byl zvolen do Zastupitelstva kraje Vysočina, kde byl předsedou Zdravotní komise Rady kraje Vysočina. V říjnu 2008 byl v krajských volbách lídrem kandidátky České strany sociálně demokratické (od roku 2023 Sociální demokracie), která zvítězila se ziskem 39,87 % hlasů, a na ustavující schůzi krajského zastupitelstva 14. listopadu 2008 byl zvolen hejtmanem Kraje Vysočina kraje Vysočina. V prosinci 2008 byl zvolen místopředsedou Asociace krajů České republiky a místopředsedou Regionální rady Jihovýchod. Od roku 2010 byl předsedou Regionální rady Jihovýchod. V říjnu 2012 byl v krajských volbách opět lídrem kandidátky ČSSD, která zvítězila se ziskem 29,26 %. Jiří Běhounek získal 9866 preferenčních hlasů a na ustavující schůzi krajského zastupitelstva 9. listopadu 2012 byl opět zvolen hejtmanem Kraje Vysočina. Stal se tak prvním hejtmanem Vysočiny, který svou funkci obhájil.
Ve volbách do Poslanecké sněmovny PČR v roce 2013 kandidoval v Kraji Vysočina jako lídr ČSSD a byl zvolen poslancem. Jelikož vnitrostranické usnesení zakazuje souběh funkcí, měl si spolu s plzeňským hejtmanem Milanem Chovancem, jihočeským hejtmanem Jiřím Zimolou, jihomoravským hejtmanem Michalem Haškem a karlovarským hejtmanem Josefem Novotným vybrat, zda si ponechá mandát hejtmana, nebo poslance. Ale zatímco Chovanec se rozhodl pro post poslance a Zimola a Hašek se rozhodli zůstat hejtmany, Běhounek oznámil, že si nechá obě funkce (totéž udělal i Novotný). Zdůvodnil to tím, že Vysočinu nepovažuje za tak silný kraj, aby nezvládl jeho řízení s prací ve Sněmovně. Dříve také uváděl, že za jeho rozhodnutím nesložit mandát poslance stojí i skutečnost, že by jej ve Sněmovně nahradil kontroverzní politik Petr Zgarba.
V ČSSD se od samého počátku věnuje problematice českého zdravotnictví a jeho financování. Do března 2014 byl místopředsedou správní rady VZP, v březnu 2014 byl zvolen jejím předsedou. Funkci předsedy zastával do února 2018, kdy se stal opět místopředsedou rady. V komunálních volbách v roce 2014 obhájil jako nestraník za ČSSD post zastupitele města Pelhřimova (uspěl díky preferenčním hlasům, když se posunul z 6. na 2. místo, strana získala ve městě 4 mandáty).
V krajských volbách v roce 2016 vedl opět z pozice nestraníka kandidátku ČSSD v Kraji Vysočina, která zvítězila se ziskem 19,37 % hlasů. Jiří Běhounek získal 4 297 preferenčních hlasů a mandát krajského zastupitele obhájil. Vítězná ČSSD sestavila koalici s druhým hnutím ANO, pátou ODS a šestým uskupením „Starostové PRO VYSOČINU“ (tj. SNK ED a hnutí STAN) a dne 1. listopadu 2016 byl již potřetí zvolen hejtmanem Kraje Vysočina. Hlasovalo pro něj 38 ze 45 přítomných zastupitelů.
V roce 2017 se Jiří Běhounek stal eOsobností krajů, ročník soutěže eOsobnost eGovernmentu se zaměřil na osobnosti, které se zasloužily o elektronizaci státní správy. Ve volbách do Poslanecké sněmovny PČR v roce 2017 byl z pozice nestraníka lídrem ČSSD v Kraji Vysočina. Získal 2 548 preferenčních hlasů a obhájil tak mandát poslance.
Držitel anticeny „Největší slídil roku“ za rok 2017, kterou uděluje Iuridicum Remedium, z. s. V komunálních volbách v roce 2018 obhájil jako nestraník za ČSSD mandát zastupitele města Pelhřimov, když získal v rámci kandidátky nejvíce preferenčních hlasů.
V srpnu 2019 bylo schváleno, že bude z pozice nestraníka lídrem kandidátky ČSSD v krajských volbách v roce 2020 v Kraji Vysočina. Jak se vyjádřil, ani po třech funkčních obdobích v čele kraje Vysočina necítí politickou únavu. V lednu 2020 se stal pověřeným předsedou Asociace krajů ČR. V říjnu 2020 post krajského zastupitele z pozice nestraníka za ČSSD obhájil. Nicméně dne 18. listopadu 2020 skončil ve funkci hejtmana kraje, vystřídal jej Vítězslav Schrek z ODS.
V srpnu 2020 se zastal předsedy Senátu Miloše Vystrčila v souvislosti s jeho cestou na Tchaj-wan. Běhounek uvedl, že Vystrčil je čestný a pracovitý člověk, který by nikam nejel jen proto, aby se zviditelnil. Dále uvedl, že kraj Vysočina s Tchaj-wanem úspěšně spolupracuje.
V únoru 2021 se stal členem ČSSD, na sjezdu strany byl pak v dubnu 2021 zvolen jejím místopředsedou, a to počtem 156 hlasů.
Ve volbách do Poslanecké sněmovny PČR v roce 2021 byl lídrem kandidátky ČSSD v Kraji Vysočina. Zvolen však nebyl, neboť ČSSD nepřekročila pětiprocentní hranici nutnou pro vstup do Sněmovny.
V krajských volbách v roce 2024 obhajoval z pozice člena SOCDEM a lídra kandidátky post zastupitele Kraje Vysočina. Mandát se mu podařilo obhájit. Na začátku listopadu 2024 se pak stal radním kraje pro oblast zdravotnictví, informační technologie a RHSD.

## Názory
Jiří Běhounek byl v České straně sociálně demokratické považován za zástupce příznivců tehdejšího prezidenta Miloše Zemana. Přesto se však již několikrát netajil názory, které byly v přímém rozporu s názory prezidenta Zemana a často i s názory vedení ČSSD. V roce 2020 se například zastal předsedy Senátu Miloše Vystrčila v otázce jeho cesty na Tchaj-wan, v dubnu 2021 pak zkritizoval odvolání ministra zdravotnictví Jana Blatného, na které právě Zeman dlouhodobě tlačil.
V roce 2021 před sjezdem ČSSD podpořil předsedu této strany Jana Hamáčka a jako výraz podpory do této, v problémech se nalézající strany, vstoupil (předtím dlouhodobě figuroval jako nestraník za ČSSD).